# Dikke vrindjes
Dikke vrindjes is een artistiek kunstwerk in Amsterdam-Oost.
Het beeld staat bij het bejaarden/verzorgingscomplex De Open Hof aan de Fahrenheitstraat 115 in de De Wetbuurt, Watergraafsmeer. Het bejaardencomplex had net een uitbreiding ondergaan. Hier werd in 1985 een beeld geplaatst van Taeke Friso de Jong. De Jong gaf in een figuratief beeld de vriendschap weer tussen hond en baasje. Zij leunen beiden tegen elkaar terwijl de vrouw een boek probeert te lezen, maar tevergeefs; ze heeft het in haar schoot gelegd. De hond lijkt mee te willen lezen. De Jong haalde zijn inspiratie uit de afwijkende regel van het complex om huisdieren, die al deel uitmaakten van het huishouden, toe te staan. Mevrouw De Jong en de hond van het echtpaar stonden model. Het beeld kwam er mede omdat in deze hoek van De Wetbuurt en Watergraafsmeer nog geen beeld stond.
Zowel de naam van de kunstenaar, het jaartal en de titel zijn te lezen op het beeld, dat op een sokkel staat. De Jong toonde die items vaker op zijn beelden.
Schuin tegenover de Dikke vrindjes is het lichtkunstwerk de Vanitasborden van Peter Baren te zien.

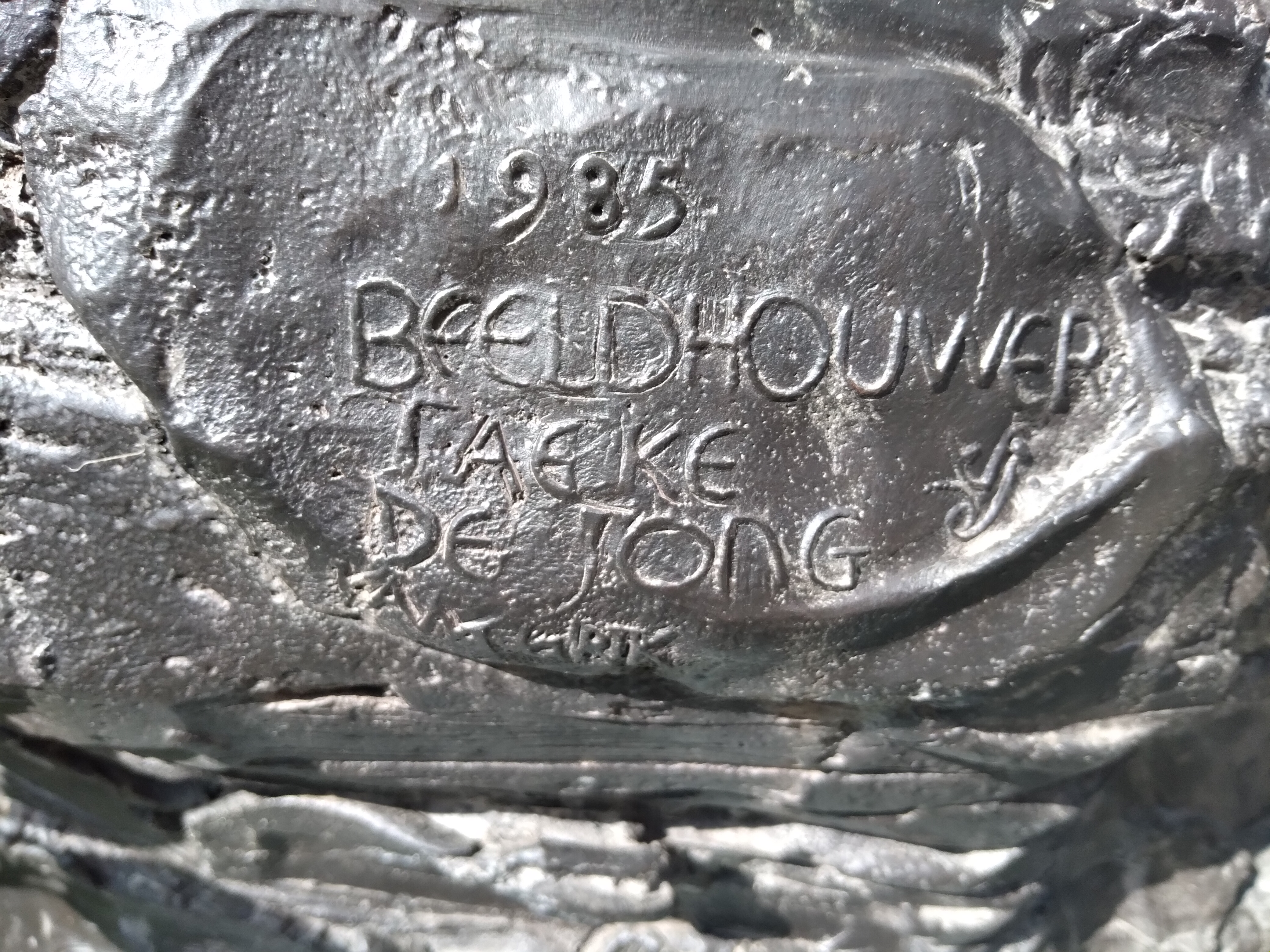
Naam en jaartal (juni 2021)